# Oronero Live
Oronero Live è il quinto album dal vivo della cantautrice italiana Giorgia, pubblicato il 19 gennaio 2018 dalla Sony Music.

## Descrizione
Contiene una selezione di alcuni brani eseguiti dal vivo dalla cantante durante il suo Oronero Tour con l'aggiunta degli inediti Come neve e Chiamami tu, entrambi prodotti da Michele Canova Iorfida. Il primo degli inediti è stato registrato in duetto con Marco Mengoni ed è stato reso disponibile per il download digitale 1º dicembre 2017.
Al disco è seguita la tournée Oronero Live Tour, con sei date nei palasport a Milano, Roma e Padova.

## Tracce
1. Come neve (con Marco Mengoni) – 3:31 – inedito
2. Chiamami tu – 2:25 – inedito
3. Credo – 3:41
4. È l'amore che conta – 3:41
5. Vanità – 3:09
6. Io fra tanti – 5:08
7. Gocce di memoria – 4:30
8. Scelgo ancora te – 3:33
9. Non mi ami – 3:54
10. Dimmi dove sei/Un amore da favola – 4:37
11. Di sole e d'azzurro – 5:00
12. Tu mi porti su – 5:31
13. Quando una stella muore – 4:20
14. Posso farcela – 3:27
15. Oronero – 5:13

Contenuto bonus nell'edizione deluxe
- CD 2 – Oronero Album

1. Oronero – 3:33
2. Danza – 3:15
3. Scelgo ancora te – 3:26
4. Credo – 2:55
5. Per non pensarti – 3:30
6. Vanità – 3:02
7. Posso farcela – 3:15
8. Come acrobati – 3:12
9. Mutevole – 3:43
10. Tolto e dato – 3:29
11. Amore quanto basta – 3:35
12. Sempre si cambia – 3:33
13. Grande maestro – 2:53
14. Regina di notte – 2:49
15. Non fa niente – 2:59

- DVD – Oronero DVD Live

1. Introdrops
2. Vanità
3. Credo
4. Scelgo ancora te
5. Tu mi porti su
6. Medley: E poi/Girasole/Come saprei
7. Vivi davvero
8. Oronerobreak 1
9. Marzo
10. Gocce di memoria
11. Celebration of Prince: Sign ò the Times/Let's Go Crazy/Purple Rain
12. Posso farcela
13. Amore quanto basta
14. È l'amore che conta
15. Regina di notte
16. Oronerobreak 2
17. Quando una stella muore
18. Non mi ami
19. Il mio giorno migliore
20. Di sole e d'azzurro
21. Oronero
22. Che succedeva nel 1997: Primavera/Laura non c'è/I'll Be Missing You/Che male c'è/Dimmi dove sei/Un amore da favola
23. Io fra tanti
24. Titoli di coda
25. Come neve (bside) (Videoclip)

## Classifiche

### Classifiche settimanali
| Classifica (2018) | Posizione massima |
| ----------------- | ----------------- |
| Italia            | 5                 |
| Italia (vinili)   | 3                 |

### Classifiche di fine anno
| Classifica (2018) | Posizione |
| ----------------- | --------- |
| Italia            | 58        |